# Јако Хинтика
Јако Хинтика (фин. Jaakko Hintikka; 12. јануар 1929 — 12. август 2015) био је фински филозоф и логичар
Дуго година је предавао на Државном универзитету Флориде, Станфорду, Универзитету у Хелсинкију, Финској академији и Бостонском универзитету. Издао је бројне књиге и текстове, и дао доприносе математичкој логици, филозофској логици, филозофији математике, епистемологији, филозофији језика, и филозофији науке. Његови радови су превођени на преко девет језика.
Хинтика се сматра оснивачем формалне епистемичке логике и семантике игре за логику. На почетку каријере је развио семантику модалне логике суштински аналогну Крипкеовој семантици, и открио данас широко коришћени семантички табло, независно од Еверта Вилема Бета. У каснијим деценијама је радио углавном на семантици игре, и на ИФ-логици, познатој по гранајућим квантификаторима, за које он верује да боље погодују нашој интуицији о квантификаторима, него конвенционална логика првог реда. Важни су његови коментари рада Аристотела, Канта, Витгенштајна, и Чарлса Пирса. Хинтикин рад се може посматрати као наставак англоамеричке аналитичке тенденције у филозофији, коју су основали Фреге и Бертран Расел.